# Context van rechtvaardiging
De context van rechtvaardiging (context of justification) is de theoretische inpassing of argumentatie van een hypothese of theorie achteraf, de logische of kentheoretische rechtvaardiging van wetenschappelijke kennisaanspraken. In het logisch empirisme wordt hiermee onderscheid gemaakt met de context van ontdekking, de feitelijke gang van zaken tijdens wetenschappelijk onderzoek.
Terwijl aan de methodes waarmee kennis wordt verworven geen wetenschapsfilosofische normen kunnen worden opgelegd, geldt dit wel voor het resultaat, een hypothese of theorie moet toetsbaar zijn. Met een demarcatiecriterium moet wetenschappelijke kennis onderscheiden worden van pseudowetenschappelijke kennis.
Het onderscheid tussen beide contexten is problematisch geworden doordat wat Kuhn incommensurabiliteit noemde. Bij het verwerven van nieuwe inzichten kan ook de standaard van wat goed wetenschappelijk onderzoek is, zich wijzigen. Omdat elk paradigma een eigen conceptueel kader heeft, is het niet mogelijk om een demarcatiecriterium te vinden, op basis waarvan een theorie verworpen of juist aanvaard moet worden. Niet alleen het proces, maar ook het resultaat daarvan zou dus niet te normeren zijn.